# 季斆
季斆（1461年—？），字彥文，浙江溫州府瑞安縣人，民籍，明朝政治人物。

## 生平
弘治八年（1495年）乙卯科浙江鄉試第八十七名舉人。弘治十五年（1502年）中式壬戌科會試第二百名，二甲第十二名進士。歷官南安府知府，升廣西布政使司左參政。赴任经过南昌時，值寧王起兵，季斆被執，不久降，奉命檄廣東等處。寧王敗，論斬，经王守仁求情，得以释放回籍。

## 家族
曾祖季坦；祖父季琛，巡檢；父季佾，母項氏。永感下。